# Château de Saint-Malo

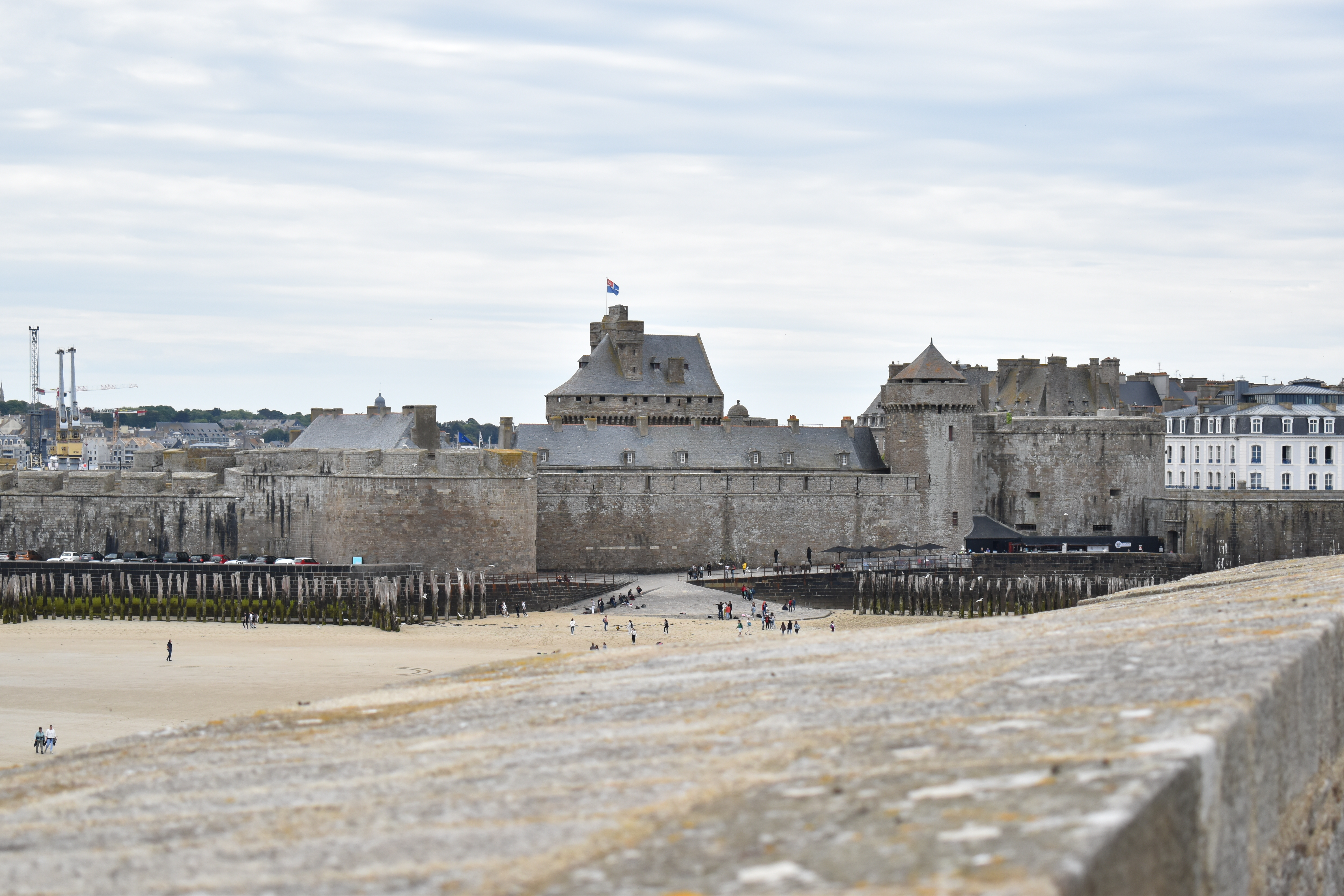
Les tours les plus puissantes du château sont orientées vers la ville intra-muros, de façon à la tenir en respect.

Le château de Saint-Malo est un édifice édifié entre le XVe et le XVIIIe siècle et situé à l'est de la ville close de Saint-Malo en Bretagne (France). Le château a été construit par les ducs de Bretagne pour assurer leur autorité sur la ville de Saint-Malo.
Il fait l’objet d’un classement au titre des monuments historiques depuis juillet 1886.

## Historique
Saint-Malo, qui a été perdu par le duc de Bretagne au profit du roi de France en 1395, est restitué en 1415 par le roi Charles VI au duc Jean V, son gendre. C'est le prix de l'alliance des Bretons pour la bataille d'Azincourt, à laquelle ils ne participent finalement pas. Peu après, en 1424, Jean V entame la construction du futur château en faisant édifier le Grand Donjon sur l'isthme qui à cette époque est le seul point de passage entre la ville close et le continent, afin de maintenir les Malouins dans sa sujétion, remplaçant ainsi le Château Gaillard (forteresse construite à partir de 1394 par Charles VI pour protéger la cité du côté du large). Le Grand Donjon s'appuie sur une portion de l'enceinte primitive de Saint-Malo du XIVe siècle à savoir le Petit Donjon et la courtine ouest. Le château se distingue par son détachement des remparts. Le Grand Donjon est une haute construction au plan en fer à cheval. Il en résulte une silhouette originale avec son grand pignon tourné vers la ville, son haut toit qui couvre en partie un chemin de ronde crénelé sur mâchicoulis et ses deux tourelles de guet.
En 1475, le duc de Bretagne François II fait construire la tour La Générale qui est moins haute que le Grand Donjon, mais plus massive. Sa fille Anne, future reine de France, quant à elle, fait construire de 1498 à 1501 la tour Quic-en-Groigne, ainsi nommée parce qu'elle aurait été édifiée contre la volonté du chapitre et des bourgeois malouins. Il était possible de lire une inscription effacée pendant la période révolutionnaire, qui disait Quic-en-Groigne, ainsi sera, c'est mon plaisir. Deux autres tours, la tour des Dames (seule tour à laquelle les femmes avaient accès à la plate-forme) et celle des Moulins, sont construites dans les années qui suivent : ce sont de larges bastions ouverts par de rares bouches à feu assurant une défense efficace contre l'artillerie. À la suite du traité du Verger de 1488 signé du duc de Bretagne qui se reconnaît vassal du roi de France, la place est laissée en garantie à ce dernier.
En 1590, le château est pris d'assaut par les habitants de Saint-Malo qui veulent empêcher le gouverneur de livrer la ville aux partisans du roi protestant Henri IV : le gouverneur est tué au cours de l'émeute. Au XVIIe siècle, le bastion de la Galère en forme de proue de navire vient compléter les défenses. Sous le règne de Louis XIV, Vauban fait modifier les courtines et les parties supérieures des tours par l'ingénieur parisien Siméon Garangeau, à partir de 1690, pour permettre l'installation de pièces d'artillerie. Deux bâtiments, faisant office de caserne, sont construits le long des ailes nord et est.
En 1765, Louis XV fait enfermer le procureur général du Parlement de Bretagne, La Chalotais, dans le château.
À la Révolution, la courtine reliant les tours Quic-en-Groigne et La Générale est supprimée. En 1792, le château est à nouveau pris d'assaut par les Malouins.
Au XIXe siècle, le château devient une caserne, fonction qu'il conserve jusqu'en 1921. À cette date, la municipalité achète une partie des bâtiments pour y installer le musée, en 1927.
Le château est fortement endommagé lors de la libération de Saint-Malo en 1944, et restauré par la suite.

## Description
La cour intérieure du château est bordée au nord et à l'est par des casernes qui datent du début du XVIIIe siècle. Dans le bâtiment est, le cabinet du maire s'orne de boiseries sculptées de la fin du XVIIe siècle, provenant d'un ancien hôtel d'armateur de la ville détruit en 1944. Derrière ce bâtiment se trouve la cour de la Galère. Ce nom a été donné au bastion triangulaire en forme de pointe, ajouté au château au XVIe siècle et renforcé par Vauban, en raison de son analogie avec une proue de navire.
Aujourd'hui, les anciennes casernes ont été aménagées et hébergent les services de la mairie de Saint-Malo, tandis que la tour Générale et le Grand Donjon abritent le musée d’Histoire de la Ville et du Pays Malouin.

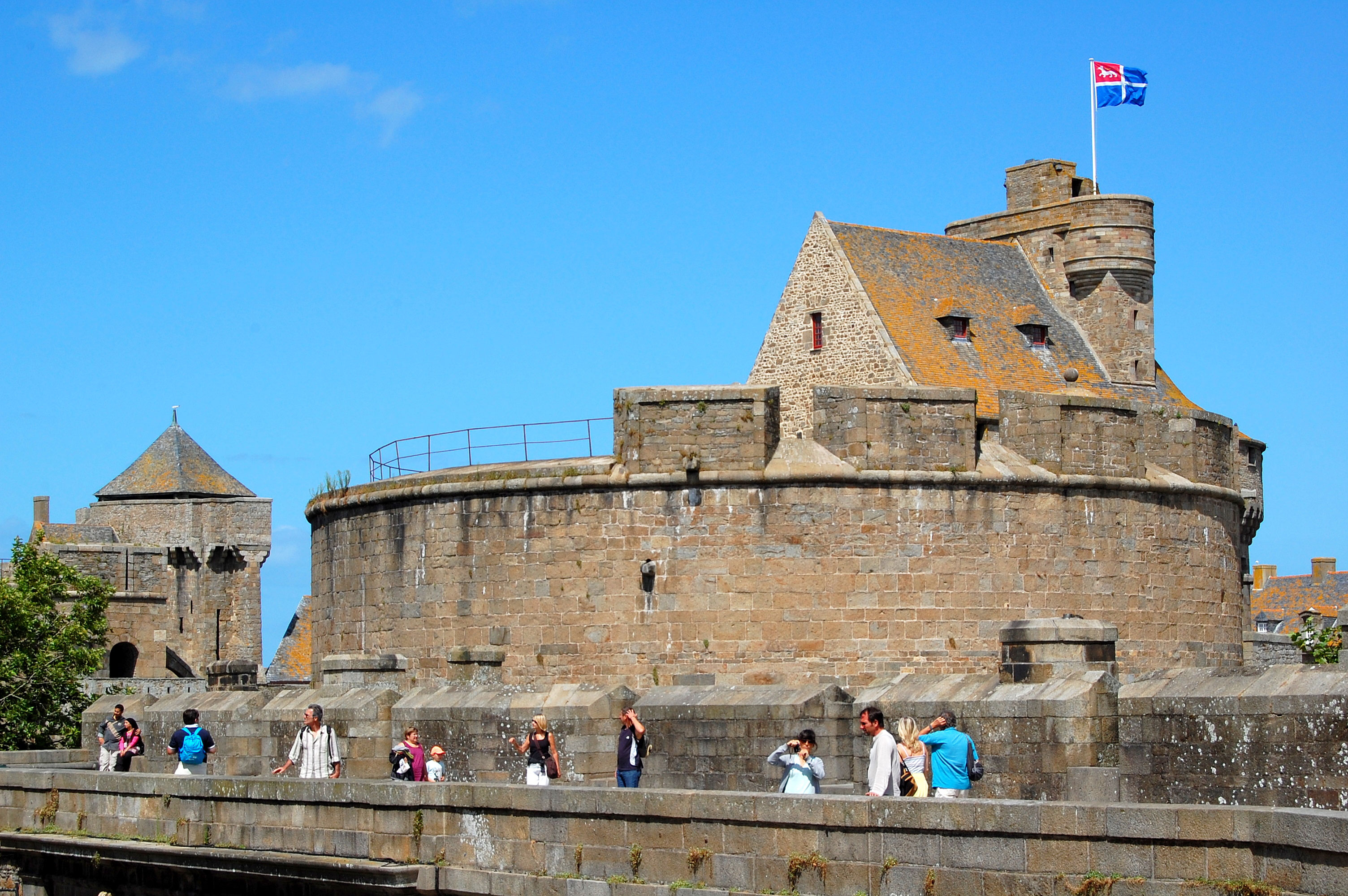
Depuis les remparts de la ville, vue sur tour Quic-en-Groigne (à gauche) et la tour Générale, avec en arrière-plan les tours de guet du Grand Donjon sur lequel flotte le drapeau de la ville.
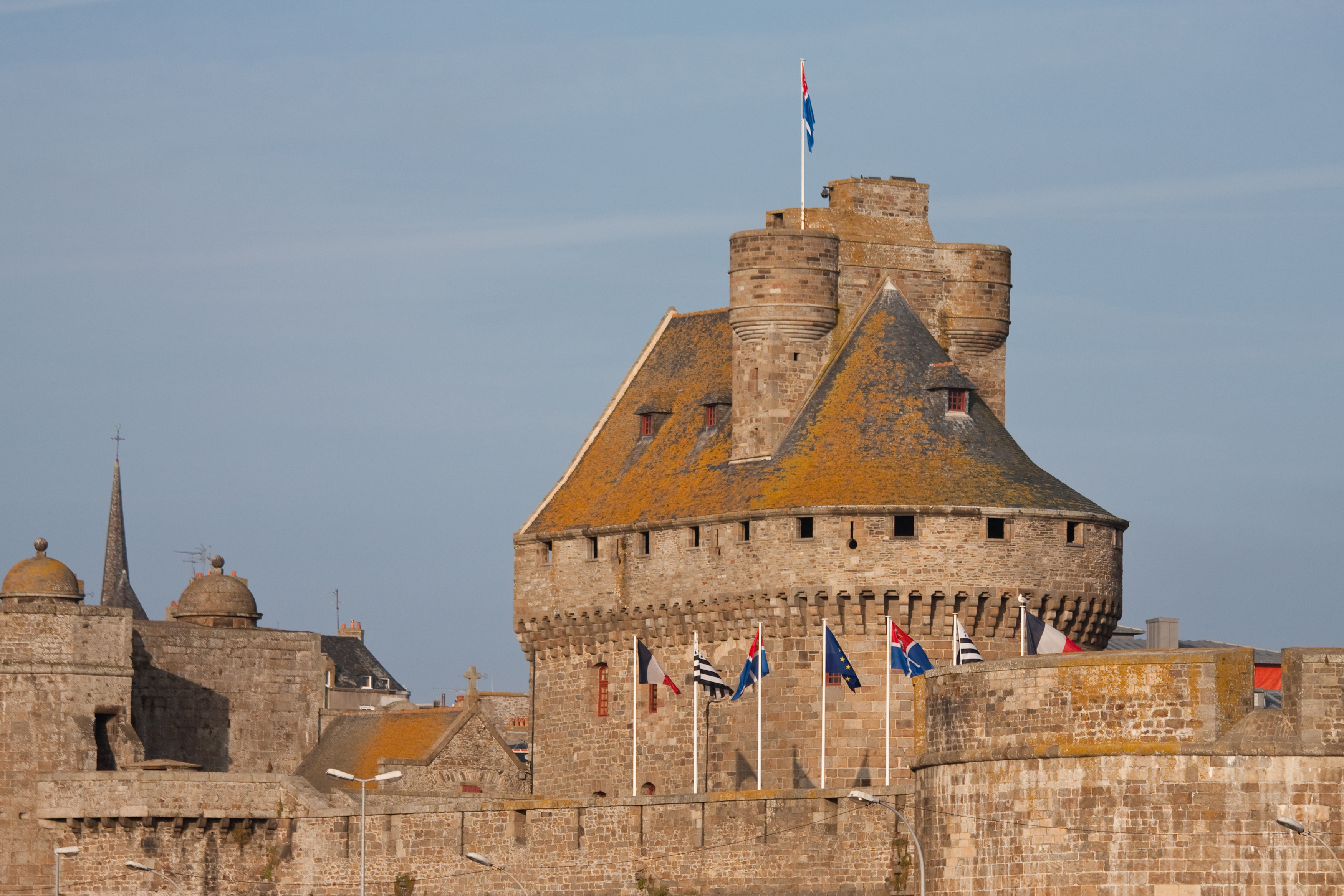
Le donjon du château
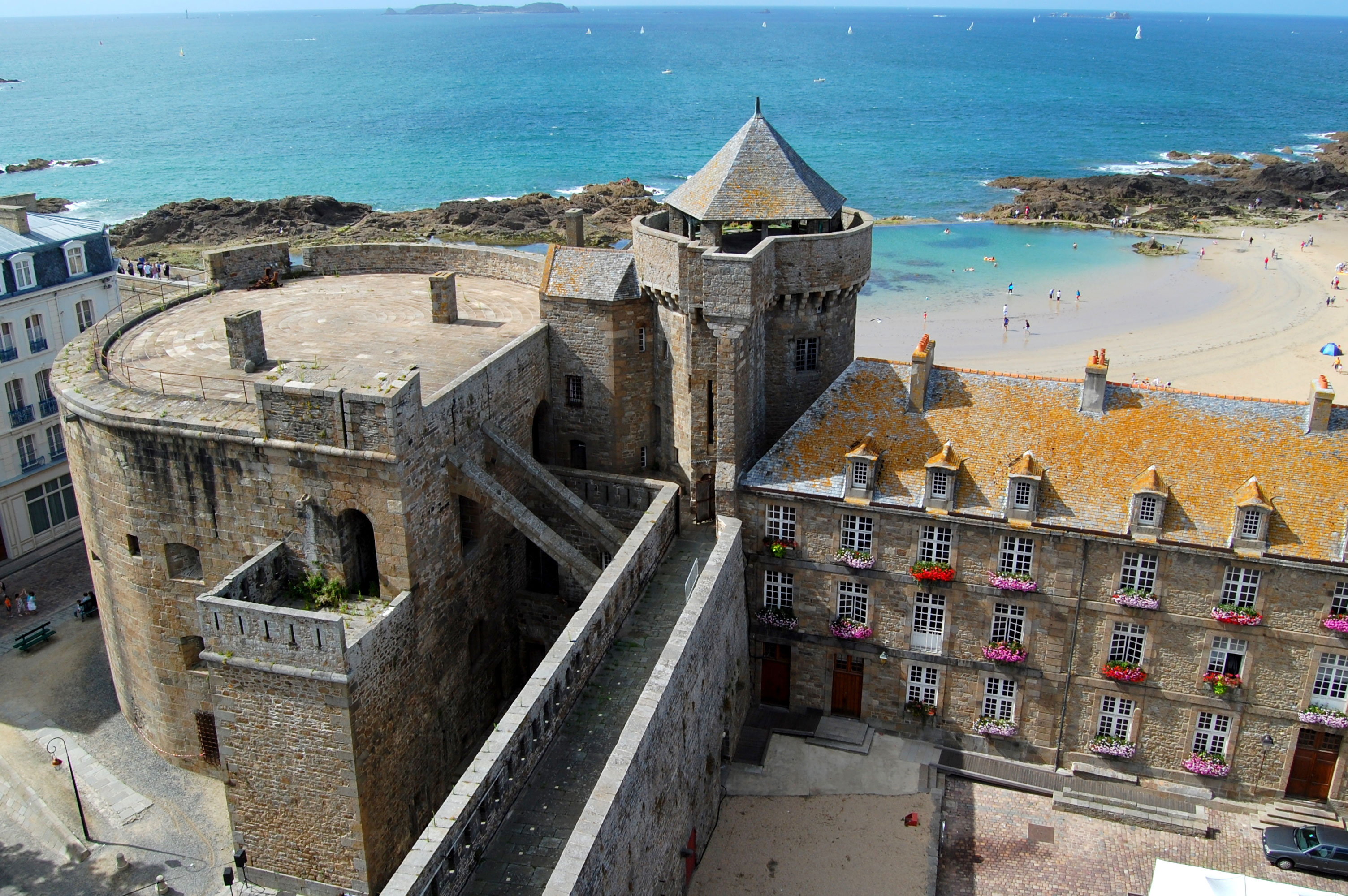
La tour Quic-en-Groigne.
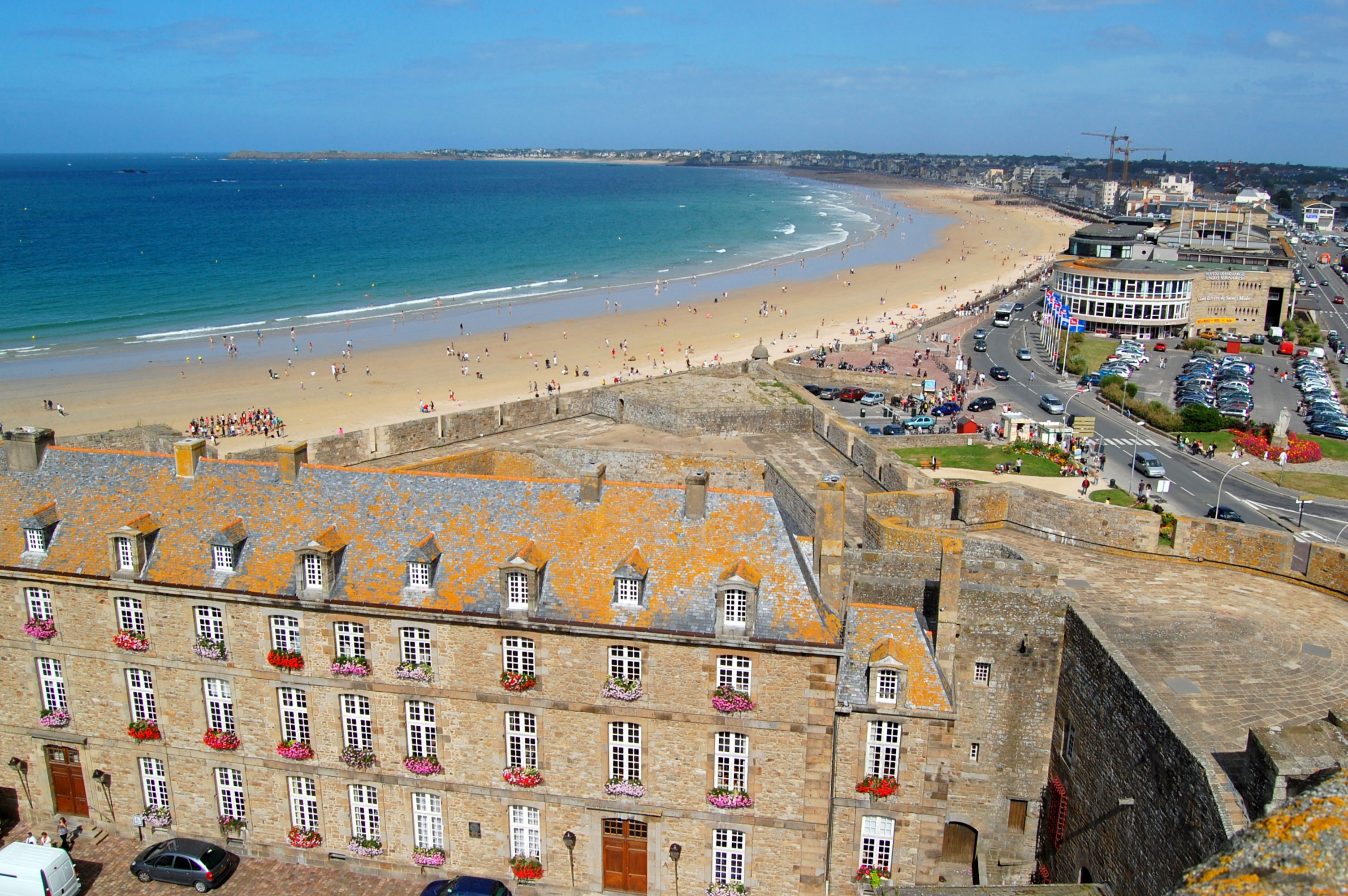
À gauche, la tour des moulins ; derrière l'ancienne caserne, le bastion de la Galère.
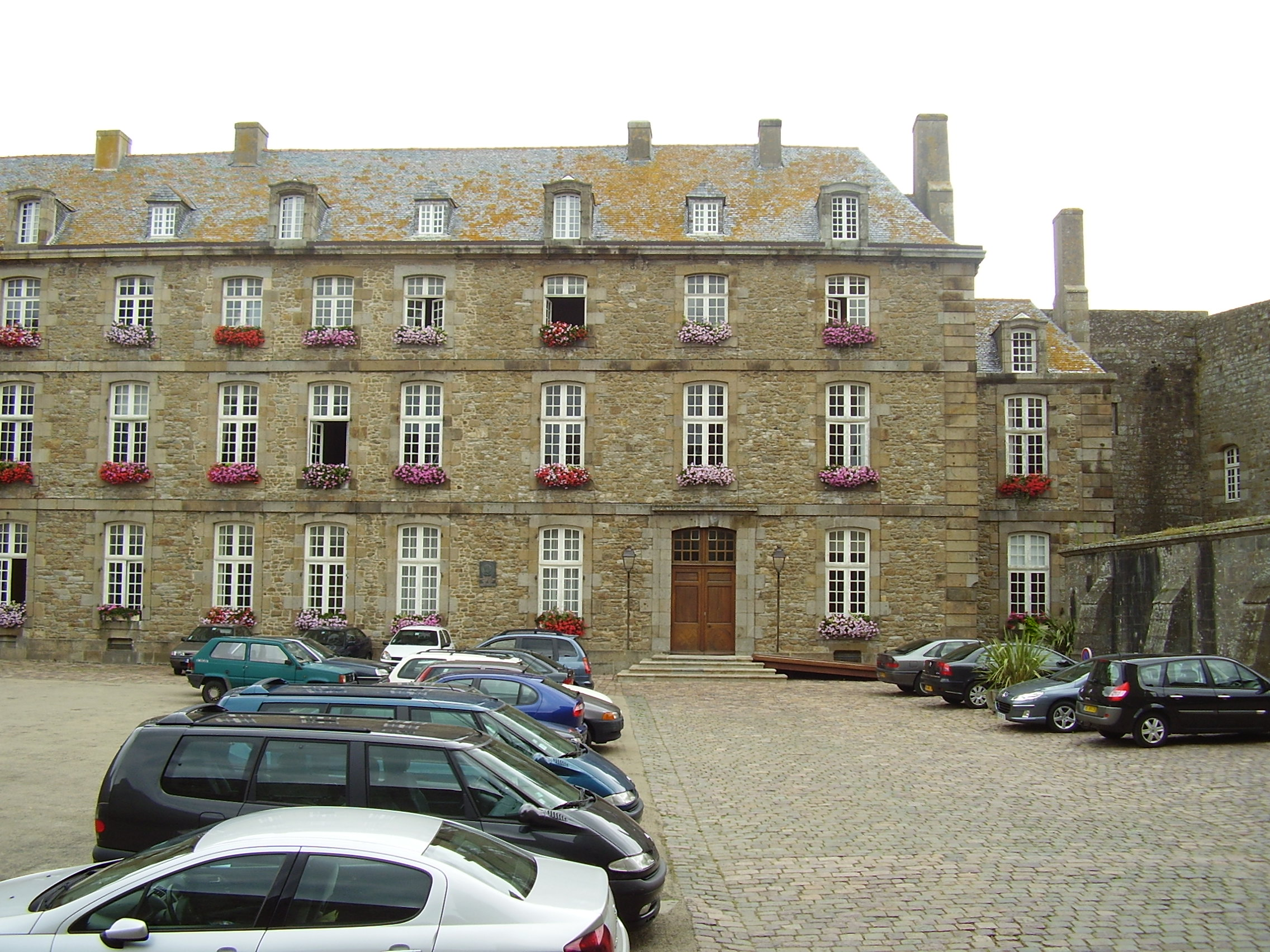
Citerne à contreforts établie contre la courtine sud du château, destinée au stockage de l'eau de pluie décantée et filtrée.